# 永泰镇 (盐亭县)
永泰乡，是中华人民共和国四川省绵阳市盐亭县下辖的一个乡镇级行政单位。2019年12月，撤销林农镇和永泰乡，设立永泰镇，以原林农镇和原永泰乡文同故里社区、七一村、景凤村、太元观村、陈家井村所属行政区域为永泰镇的行政区域，永泰镇人民政府驻新政街6号。

## 行政区划
永泰乡下辖以下地区：
文同村、七一村、井阳村、凤堂村、太元观村、陈家井村和五柳村。